# Christian-Philippe Chanut
Christian-Philippe Chanut, né le 7 août 1948 à Talence (Gironde) et mort le 17 août 2013 à Boutigny-sur-Essonne (Essonne), est un prêtre diocésain et historien français, aumônier de la maison de Bourbon de 1979 à sa mort.

## Biographie
Après des études de droit et de lettres modernes, Christian-Philippe Chanut se spécialise en histoire moderne, et plus particulièrement dans la période du XVIIIe siècle puis entre au séminaire Saint-Sulpice. Il est ordonné prêtre le 9 juin 1979 à Palaiseau, puis est nommé curé des paroisses de Notre-Dame-de-l'Assomption de Saulx-les-Chartreux et de Champlan dans le diocèse d'Évry. Il est également nommé exorciste, puis archiviste du diocèse en 2006.
À partir de 1979, l'abbé Chanut est aumônier du Mémorial de France, de l'Institut Duc d'Anjou et de la maison de Bourbon ; il est notamment l'aumônier personnel d'Alphonse de Bourbon puis de son fils Louis jusqu'à sa propre mort. Il est ainsi Grand aumônier de France par principe, selon l'ordre des lois fondamentales du royaume de France et les légitimistes français.
De 1988 à sa mort, l'abbé exerce la charge de curé-doyen de Milly-la-Forêt et enseigne l’histoire de l’Église, l’homilétique et la patristique au séminaire Ecclesia Dei de Wigratzbad (FSSP).
Ami intime de son « paroissien surnuméraire » l'écrivain Jean Raspail, l'abbé Chanut réconcilie celui-ci avec la foi catholique. L'abbé Chanut, en outre, assiste et conseille l'écrivain dans ses recherches historiques pour l'élaboration de plusieurs romans, tels L'Anneau du pêcheur et La Miséricorde.
Selon l'historien Hervé Pinoteau, sa nomination comme évêque pour le diocèse de Luçon est proposée dans une terna envoyée à Rome, mais elle n'est pas retenue par le Saint-Siège.
Le 8 juin 2004, l'abbé Chanut prononce l'oraison funèbre à l'occasion du dépôt du cœur présumé du petit Louis XVII, l'enfant du temple, en la basilique Saint-Denis. À la suite du motu proprio Summorum Pontificum promulgué en 2007 par le pape Benoît XVI, il est nommé responsable de son application dans le diocèse d'Évry-Corbeil-Essonnes, à Viry-Chatillon, en l'église Saint-Denis. Du début de l'année 2013 à sa mort, il est aussi chroniqueur dans l'émission Le Club des hommes en noir, animée par Philippe Maxence sur Radio Courtoisie.
Il meurt le 17 août 2013, en son domicile à Boutigny-sur-Essonne, à la suite d'un cancer. Ses obsèques sont célébrées le 22 août en la collégiale Notre-Dame-de-l'Assomption de Milly-la-Forêt. Il est ensuite enterré au cimetière de la Chartreuse, à Bordeaux.

## Prises de position
Selon l'abbé Christian Gouyaud du magazine La Nef, l'abbé Chanut est inclassable au niveau politique. Légitimiste et aumônier de la maison de France, il est également un gaulliste convaincu et a participé, alors qu'il était étudiant, à l’aventure de la « Nouvelle société » de Jacques Chaban-Delmas.
Du point de vue religieux, tout en s'affirmant « gallican », il reste fidèle au Magistère de l'Église, ce qui, selon lui, « ne constitue nullement une antinomie » et, bien qu'il passe lui-même d’une forme rituelle à une autre, il soutient la position « exclusiviste » de certains instituts Ecclesia Dei.

## Publications
- Avec Philippe Bouin, Histoire française des foires et des expositions universelles, éd. Baudouin, 1980.
- Collab., Christophe Geffroy (dir., préf. Antoine Forgeot), Les Enseignements pontificaux (1990-1999), Paris, La Nef, coll. « Mémoire de La Nef », 1999  (ISBN 9789993057420).
- La vie du duc de Bourgogne, père de Louis XV, éd. Communication et Tradition, 1996.
- L'élection de saint Pie X, Sicre éd., 2003.
- Avec Marie-Magdeleine Del Perugia, Madame Louise de France, fille de Louis XV, carmélite et vénérable, Cerf, 2012.

## Distinctions
- Royaume des Deux-Siciles

| Commandeur de l'ordre sacré et militaire constantinien de Saint-Georges |

- Légitimisme

| Compagnon de l'ordre du Mérite royal de Sainte-Jeanne-d’Arc. |